# Robert Nettleton Field
Pour les articles homonymes, voir Field.
Robert Nettleton Field (Bromley, 3 mars 1899 — Auckland 18 février 1987) est un peintre, sculpteur, potier et professeur d'art plastique néo-zélandais. À Dunedin, il a eu pour élèves des peintres importants comme Colin McCahon et Toss Woollaston, et à Avondale College (en) à Auckland des potiers comme Barry Brickell, Len Castle, Patricia Charlotte Perrin (en) et Peter Stichbury.